# جنیفر کارپنتر
جنیفر لیان کارپنتر (به انگلیسی: Jennifer Leann Carpenter) بازیگر آمریکایی و متولد ۷ دسامبر ۱۹۷۹ است.
بر اساس اطلاعات پایگاه فیلم‌ها، او که نقش دبرا مورگان را به عنوان یکی از شخصیت‌های اصلی سریال دکستر بازی می‌کرد، با بازیگر نقش دکستر مورگان یعنی مایکل سی هال ازدواج کرد که این ازدواج پس از ۳ سال به طلاق منجر شد.

## گزیده فیلم‌شناسی
فهرست برخی از فیلم‌هایی که جنیفر کارپنتر در آن‌ها به ایفای نقش پرداخته است:
- دختران سفیدپوست
- جن‌گیری امیلی رز
- نزاع در سیاتل
- قرنطینه
- سریع‌تر
- در جستجوی عدالت
- دست شیطان
- افسانه مورتال کامبت: انتقام اسکورپیون
- کارخانه
- سه‌شنبه خاکستر
- دکستر (مجموعه تلویزیونی)
- نامحدود (مجموعه تلویزیونی)
- دشمن درون (مجموعه تلویزیونی)

## سریال دکستر

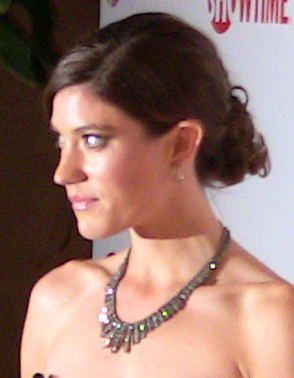
جنیفر کارپنتر در مراسم گلدن گلوب ۲۰۰۹

نقش دبرا مورگان در سریال دکستر یکی از شاخص‌ترین بازی‌های جنیفر کارپنتر بوده‌است. او نقش دختر پلیسی را بازی می‌کند که برادرش دکستر شخصیت شماره ۱ فیلم آدمکشی مهربان است. دبرا مورگان در فصل اول یک پلیس ناشی و بدون اعتماد به نفس است که در زمینه روابط با مردان کارنامه آشفته‌ای دارد و کم کم همانگونه که سریال جلوتر می‌رود و به فصل‌های بعدی می‌رسد پخته‌تر گشته و تبدیل به جوان‌ترین ستوان تاریخ بخش جنایی پلیس میامی می‌گردد. جنیفر کارپنتر یکی از بی‌نظیرترین اجراهایاش در این سریال به نمایش گذاشت.